# Elephantomyia argenteocincta
Elephantomyia argenteocincta är en tvåvingeart som först beskrevs av Walker 1856.  Elephantomyia argenteocincta ingår i släktet Elephantomyia och familjen småharkrankar. Inga underarter finns listade i Catalogue of Life.